# برلین ۷-
برلین ۷- فیلمی به کارگردانی رامتین لوافی و تهیه‌کنندگی سیامک پورشریف محصول ایران و آلمان است.

## خلاصه فیلم
داستان چند مهاجر که عواقب جنگ و حمله به عراق آنها را به دنبال جایی برای زنده ماندن می‌کشاند. عاطف همراه دختر و پسر بیمارش به برلین می‌رسند؛ جایی که خطری زندگی‌شان را تهدید نمی‌کند اما متوجه می‌شوند که همه زندگی، زنده ماندن نیست…

## بازیگران
- مصطفی زمانی
- تام بیشاپس
- دالیا هیپیش
- مسعود رایگان